# Stanley Van Tha
Stanley Van Tha (* 1967 oder 1968 in Myanmar) ist ein Myanmare von der ethnischen Minderheit der Chin, der 2003 in die Schweiz einreiste und dort wegen politischer Verfolgung in seinem Heimatland um Asyl ersuchte. Nach der Ablehnung seines Asylgesuchs wurde er 2004 nach Myanmar ausgeschafft und dort inhaftiert. Sein Fall sorgte für Aufsehen in der schweizerischen Asylpolitik; während Befürworter von Verschärfungen im Asylwesen dies als unglücklichen Einzelfall beurteilen, sehen die Gegner solcher Verschärfungen darin ein Beispiel von vielen. Im November 2007 wurde Stanley Van Tha freigelassen und konnte Anfang 2008 wieder in die Schweiz einreisen.

## Einreise und Asylweg in der Schweiz
Im Mai 2003 reiste Stanley Van Tha legal mit seinem Reisepass – für dessen Erhalt er in Myanmar einen Beamten bestochen hatte – in die Schweiz ein. Er stellte ein Asylgesuch, da er in seiner Heimat wegen politischer Aktivitäten (Unterstützung von Kämpfern der ethnischen Minderheit der Chin, die gegen die Regierung kämpfen, sowie Sammeln von Geld für Oppositionsführerin Aung San Suu Kyi) verfolgt werde. Myanmar wird von Menschenrechtsorganisationen als Militärdiktatur bezeichnet, wo Folter, Zwangsarbeit, politische Verfolgung und weitere Menschenrechtsverletzungen durch den Staat verbreitet seien. Es gelang Stanley Van Tha jedoch nicht, dem schweizerischen Bundesamt für Flüchtlinge (BFF) seine Verfolgung glaubhaft zu machen. Namentlich wurde es als Indiz gegen ihn gewendet, dass er gültige Papiere auf sich trug, da ein verfolgender Staat kaum einem fluchtwilligen Verfolgten Reisedokumente ausstelle. In anderen Fällen werden Asylsuchende in der Schweiz abgewiesen, wenn sie keine Identitätspapiere besitzen, da sie im Verdacht stehen, diese absichtlich zu vernichten, um ihre Ausschaffung zu behindern.
Stanley Van Thas Asylgesuch wurde im Oktober 2003 abgelehnt, wogegen er Rekurs einlegte. Auch dieser wurde am 2. Dezember desselben Jahres von der Schweizerischen Asylrekurskommission (ARK) abgewiesen, und Stanley Van Tha erhielt eine Frist zur freiwilligen Ausreise angesetzt. Diese ließ er ungenutzt verstreichen. Daraufhin wurden Zwangsmaßnahmen angeordnet, und Anfang März 2004 wurde Stanley Van Tha in Ausschaffungshaft genommen. Am 14. April wurde er an einen Rollstuhl gefesselt, geknebelt und in Begleitung dreier Polizisten nach Myanmar zwangsausgeschafft.

## Ausschaffung und Haft in Myanmar
Nach der Ankunft in der Hauptstadt Rangun wurde Stanley Van Tha den myanmarischen Behörden übergeben, die ihn vom internationalen Flughafen direkt in das – laut Menschenrechtsorganisationen „gefürchtete“ – Insein-Gefängnis in Rangun brachten. Ende August 2004 wurde er zu 19 Jahren Haft verurteilt – davon sieben Jahre für seine politischen Aktivitäten in Myanmar, sieben Jahre für den gefälschten Pass und die übrigen fünf Jahre wegen illegalen Ausreisens. Nach eigenen Aussagen wurde er gefoltert.

## Reaktionen in der Schweiz
In der Schweiz sorgte der Fall Stanley Van Tha für Kritik an der Asylpolitik, als die weiteren Ereignisse in Myanmar bekannt wurden. SVP-Bundesrat Christoph Blocher, der Befürworter einer restriktiven Asylpraxis ist, mutmaßte in einem Fernsehinterview über die Verurteilung von Stanley Van Tha, dieser habe „vielleicht etwas angestellt, etwa einen Diebstahl“, und sei deswegen verurteilt worden (zu diesem Zeitpunkt war noch nicht offiziell bekannt, aber absehbar, dass es sich um eine Verurteilung aus politischen Gründen handelte). Dies brachte ihm heftige Kritik ein. Später räumte Blocher im Rahmen des Abstimmungskampfes um eine weitere Verschärfung der Asylgesetzgebung 2006 ein, es habe „einen Fall gegeben, in dem wir jemanden nicht ausgeschafft hätten, wenn wir alles gewusst hätten“, womit er sich auf Stanley Van Tha bezog. Während jedoch Befürworter von Verschärfungen im Asylwesen dessen Fall als unglücklichen Einzelfall beurteilen, sehen die Gegner solcher Verschärfungen darin ein Beispiel von vielen.
Die Schweizer Filmemacherin und Myanmar-Expertin Irene Marty dokumentierte das Schicksal von Stanley Van Tha in ihrem Film Ausgeschafft – die unglaubliche Geschichte von Stanley Van Tha (2005).
Die Schweizer Behörden (Aussendepartement EDA) setzten sich bei der myanmarischen Regierung für die Freilassung des Gefangenen ein. Van Thas Frau und Sohn konnten in die Schweiz einreisen und erhielten Asyl.

## Freilassung und Rückkehr in die Schweiz
Am 15. November 2007 wurde Stanley Van Tha zusammen mit weiteren Gefangenen freigelassen; es ist unklar, ob der Einfluss aus der Schweiz oder die Überbelegung des Gefängnisses der Grund für diesen Schritt war. Am 5. Januar 2008 kam Van Tha in Kloten an. Das Bundesamt für Migration lud ihn zusätzlich zu einem weiteren Gespräch ein, um seinen Antrag auf Asyl neu zu bewerten. 